# Bonin-szigeteki galamb
A Bonin-szigeteki galamb (Columba versicolor) a madarak osztályának galambalakúak (Columbiformes) rendjéhez és a galambfélék (Columbidae) családjához tartozó faj.

## Rendszerezése
A fajt Heinrich von Kittlitz francia ornitológus írta le 1832-ben.

## Előfordulása
A Japánhoz tartozó Bonin-szigeteken volt honos. Természetes élőhelyei a szubtrópusi és trópusi síkvidéki esőerdők voltak. Állandó, nem vonuló faj volt.

## Megjelenése
Testhossza 45 cm. Hasonló a japán galambhoz (Columba janthina).

## Természetvédelmi helyzete
Az elterjedési területe nagyon kicsi volt, élő egyedét 1889 óta nem észlelték. Kihalását invazív, nem őshonos fajok és betegségeik, valamint a fakitermelés okozta. A Természetvédelmi Világszövetség Vörös listáján kihalt fajként szerepel.